# Di-π-methanový přesmyk
Di-π-methanový přesmyk je organická fotochemická reakce u sloučeniny obsahující dvě vazby pí oddělené nasyceným atomem uhlík (a 1,4-dienu nebo allylovaného aromatického kruhu), kterou vzniká enovaný- nebo arylovaný derivát cyklopropanu. Při tomto přesmyku se odehraje 1,2-přesun enové (u dienu) nebo arylové (u allylovaných aromatických sloučenin) a vytvoří se vazba mezi postranními uhlíky nepřesouvající se skupiny.

## Objev a mechanismus
Tento druh přesmyku byl poprvé pozorován u fotolýzy barrelenu na semibullvalen.
Howard Zimmerman v roce 1967 zjistil, že k provedení tohoto přesmyku jsou nutné dvě skupiny obsahující vazby pí navázané na sp3-hybridizovaný uhlík, a provedl řadu obdobných reakcí, jako je například fotolýza 1,1,5,5-tetrafenyl-3,3-dimethylpenta-1,4-dienu. Další případ představuje reakce Prattova dienu.
U Prattova dienu se objevují dvě možné regiochemie - a a b. Mechanismus a převládá tehdy, když zůstává stabilizace benzhydrylu lichým elektronem nedotčena.
Přesmyk barrelenu je poněkud složitější, protože se v jeho molekule vyskytují dva sp3-hybridizované (methanové) uhlíky. Každý takový uhlík má tři (ethylenové) vazby pí, zatímco na přesmyk jsou potřeba dvě. Rozdíl tkví také v tom, že barrelen se přesmykuje v tripletovém excitovaném stavu, zatímco uvedené acyklické dieny využívají excitovaný singlet. U reakce barrelenu se tak jako rozpouštědlo používá aceton, který zachytává světlo a následně excituje tripletový barrelen. V  posledním kroku dojde ke spárování elektronů a vytvoření nové vazby sigma.
Tripletové acyklické 1,4-dieny mohou procházet cis-trans izomerizacemi dvojných vazeb, což zamezuje di-π-methanovým přesmykům; cis-trans izomerizace zahrnuje zeslabení vazby pí a následné otočení konfigurace. Singletové excitované stavy nerotují a mohou se tak přeměňovat di-π-methanovým mechanismem. U cyklických dienů, jako je barrelen, cyklická struktura brání cis-trans izomerizacím, což dává prostor k di-π-methanovým přesmykům.